# Чолмани
Чолмани или Чолян (груз. ჩოლმანი, азерб. Çölmən или азерб. Çölən) — село Цалкского муниципалитета, края Квемо-Картли республики Грузия с 100 %-ным азербайджанским населением. Входит в общину Арджеван-Сарвани.

## География

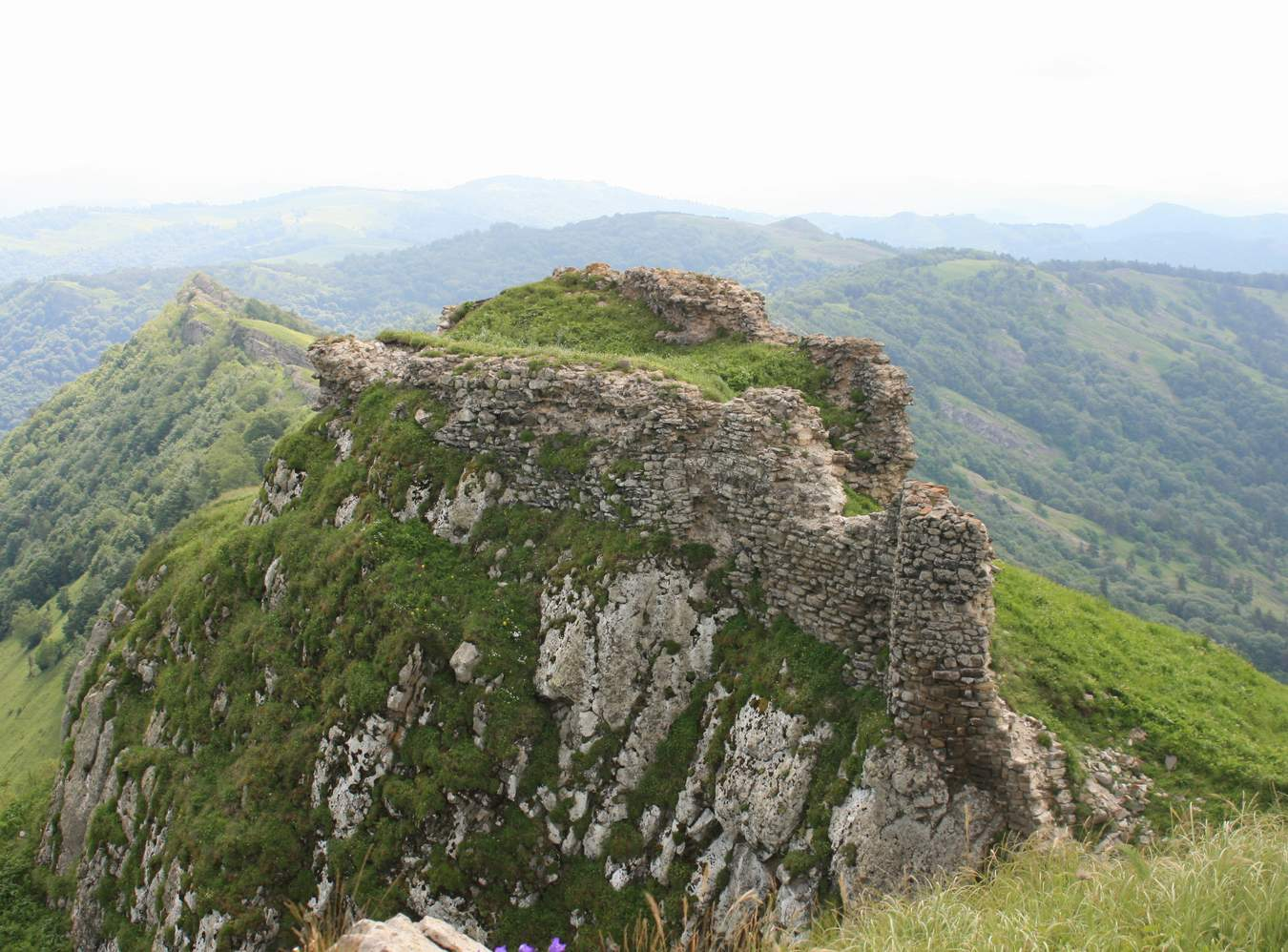
Руины замка Клдекари на севере села

Граничит с селами Минсазкенди, Гедаклари, Ливади, Арджеван-Сарвани Цалкского Муниципалитета и селом Напилнари Тетрицкаройского муниципалитета. На востоке села начинается Алгетский заповедник, на севере - Триалетский хребет и замок Клдекари.

## Население
По данным Государственного статистического комитета Грузии, согласно официальной переписи 2002 года, численность населения села Чолмани составляет 295 человек и на 99 % состоит из азербайджанцев.

## Экономика
Население в основном занимается овцеводством, скотоводством и овощеводством.

## Достопримечательности

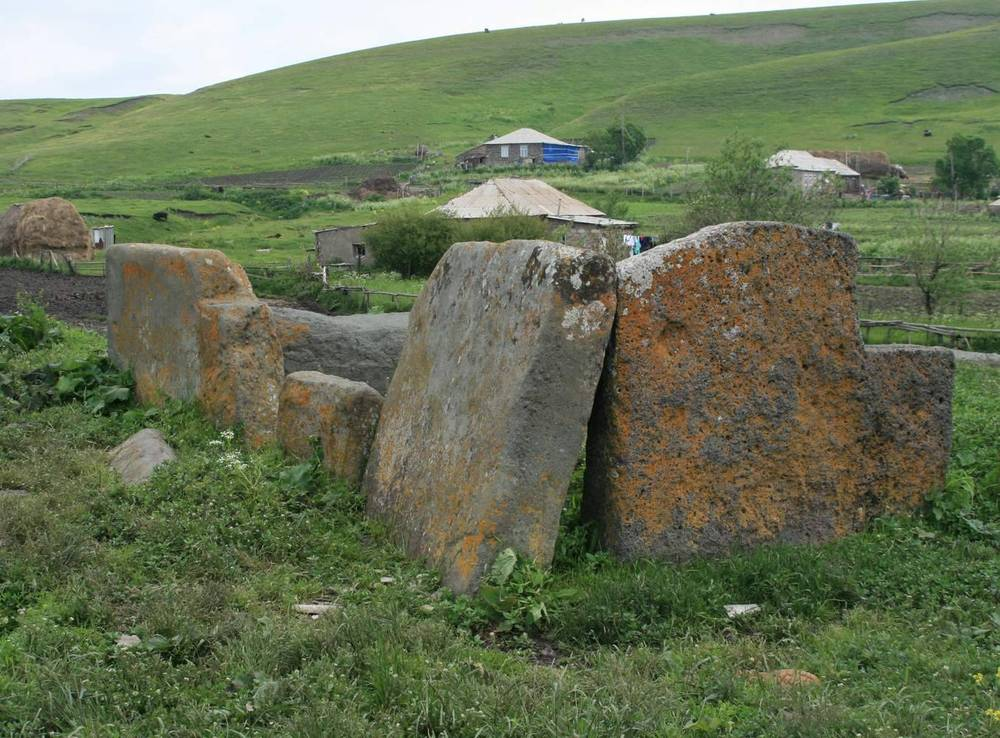
Древняя каменная конструкция в селе

- Мечеть
- Средняя школа[6]
- Замок Клдекари